# فرار زوج‌ها
فرار زوج‌ها (به انگلیسی: Couples Retreat) فیلمی محصول سال ۲۰۰۹ و به کارگردانی پیتر بلینگزلی است. در این فیلم بازیگرانی همچون وینس وان، جیسون بیتمن، جان فاورو، فایزون لاو، کریستین دیویس، مالین اکرمان، کریستن بل، ژان رنو، پیتر سرافیناویچ، تاشا اسمیت، کن جیونگ، ایمی هیل، جان مایکل هیگینز، کارلوس پونسه، کارن دیوید و تمورا موریسون ایفای نقش کرده‌اند.

## داستان
«دیو»، فروشندهٔ بازی «گیتار هیرو»، و «رانی»، مادری خانه‌دار، زوجی معمولی هستند که در حومهٔ شهر شیکاگو دو فرزند خردسال خود را بزرگ می‌کنند. آن‌ها با فشارهای مختلفی مانند بازسازی خانه و تربیت بچه‌ها دست‌وپنجه نرم می‌کنند. «جویی» و «لوسی» که از دوران دبیرستان با یکدیگر هستند، دختری باهوش ولی ساده‌دل به نام «لیسی» دارند و رابطه‌شان به شدت متزلزل شده، تا جایی که به‌محض رفتن لیسی به دانشگاه، به فکر طلاق افتاده‌اند. «جیسن» و «سینتیا» زوجی عصبی هستند که بارها برای بچه‌دار شدن تلاش کرده‌اند و شکست خورده‌اند؛ و «شین» که به‌تازگی جدا شده (ولی هنوز رسماً طلاق نگرفته)، با دوست‌دختر بسیار جوان‌تری به نام «ترودی» در رابطه است.
در جشن تولد پسر دیو، جیسن و سینتیا با یک ارائهٔ پاورپوینت اعلام می‌کنند که ازدواج‌شان دچار بحران شده و چون نمی‌توانند بچه‌دار شوند، احتمالاً از هم جدا می‌شوند. آن‌ها به‌عنوان آخرین تلاش، یک اقامتگاه مخصوص زوج‌درمانی به نام «عدن» (Eden) یافته‌اند. در قالب طرحی موسوم به «بستهٔ پلیکان»، اگر سه زوج دیگر هم همراه‌شان شوند، هزینه به نصف می‌رسد. در ارائهٔ خود، عکس‌هایی از سواحل آفتابی و مکان‌های زیبا نشان می‌دهند و به دیگران اطمینان می‌دهند که مشاورهٔ زوج‌ها کاملاً اختیاری است.
دیو و رانی به بهانهٔ مراقبت از بچه‌ها سفر را رد می‌کنند. اما نیمه‌شب، جیسن با راه انداختن آژیر خانهٔ آن‌ها سعی می‌کند نظرشان را عوض کند. این سروصدا بچه‌ها را بیدار می‌کند و آن‌ها مکالمات والدین‌شان را شنیده‌اند. از ترس اینکه والدین‌شان قصد طلاق دارند، بچه‌ها خودشان ترتیبی می‌دهند که پدربزرگ‌شان «بابا جیم‌جیم» مراقب آن‌ها باشد تا پدر و مادرشان بتوانند به سفر بروند.
پس از ورود به اقامتگاه عدن، مشخص می‌شود که این مکان به دو بخش تقسیم شده: «عدن غربی» برای زوج‌ها با شعار «با هم بمانید» و «عدن شرقی» برای مجردها با شعار «با هم جمع شوید». ورود و اختلاط مهمانان این دو بخش ممنوع است.
پس از رسیدن به عدن غربی، چهار زوج به ویلاهای خود هدایت می‌شوند. در شام اولیه، میزبان اقامتگاه «اسکتنلی» اعلام می‌کند که حضور در جلسات زوج‌درمانی از ساعت ۶ صبح اجباری است. اگر زوجی شرکت نکند، به‌عنوان نشانهٔ ترک اقامتگاه تلقی می‌شود و تنها هزینهٔ اقامت بازگردانده می‌شود، نه بلیت پرواز. گروه پس از صرف شام مفصل با انواع خوراکی‌های لذیذ، تصمیم می‌گیرند «چند ساعتی» زوج‌درمانی را تحمل کنند تا بتوانند از باقی امکانات استفاده کنند.
صبح روز بعد، هر زوج با درمانگر مخصوص خود دیدار می‌کند. هر چهار زوج با وجود تفاوت‌هایشان، به آن‌ها گفته می‌شود که دچار مشکلاتی هستند، حتی دیو و رانی که تصور می‌کردند مشکلی ندارند. آن‌ها روش‌های عجیب مالک اقامتگاه، «مارسل»، را تحمل می‌کنند که شامل شنا کردن با کوسه لیمویی و تمرین یوگا با مربی پرشور و عاشق‌پیشه‌ای به نام «سالوادوره» است.
در شب چهارم، ترودی به‌طور پنهانی به عدن شرقی می‌گریزد. هفت نفر دیگر، به تشویق جویی، برای یافتن او به‌دنبال او می‌روند. پس از مشاجرهٔ جیسن و سینتیا، مردان و زنان از هم جدا می‌شوند. در مسیر پیدا کردن راه به عدن شرقی، مردان با یکدیگر وارد بحث و دعوا می‌شوند و مشکلات ازدواج‌های همدیگر را بیان می‌کنند.
زنان با سالوادوره روبه‌رو می‌شوند و او آن‌ها را به عدن شرقی می‌برد. مردان به اتاق استراحت کارکنان می‌رسند و در آن‌جا اسکتنلی را در حال بازی «گیتار هیرو» می‌یابند. او تهدید می‌کند که آن‌ها را به مارسل گزارش می‌دهد، اما دیو او را به بازی دعوت می‌کند (بدون اینکه بگوید در تولید این بازی مشارکت داشته). اسکتنلی پس از باختن شرط، با اینکه فریب خورده، مسیر عدن شرقی را به آن‌ها نشان می‌دهد.
پس از رسیدن، دیو درمی‌یابد که چه رابطهٔ ارزشمندی با رانی دارد و با او برای خلوت به کنار آبشاری می‌رود. جویی، لوسی را با سالوادوره می‌بیند، به او حمله می‌کند و سپس با لوسی آشتی می‌کند. جیسن و سینتیا با هم نوشیدنی می‌خورند و رابطه‌شان صمیمی‌تر می‌شود. شین با همسر سابقش «جنیفر» مواجه می‌شود که اعتراف می‌کند هنوز دوستش دارد. شین به ترودی می‌گوید در عدن شرقی بماند و از مجردی لذت ببرد، سپس با جنیفر بازمی‌گردد. در پایان، هر چهار زوج به عدن غربی بازمی‌گردند.